# Adolf Sköldberg
Adolf Sköldberg, född 2 april 1821 i Knista församling, Örebro län, död 4 januari 1878 i Mariestad, var en svensk lantbrukare och riksdagsman. Han var bror till läkaren Sven Erik Sköldberg samt till lantbrukaren och riksdagsmannen Carl Gustaf Sköldberg.
Sköldberg representerade bondeståndet i norra Vadsbo härad vid ståndsriksdagen 1865–1866. Han var ledamot av andra kammaren 1867–1868, invald i Vadsbo norra domsagas valkrets. Sköldberg vilar på Berga kyrkogård.